# Griftpark
Het Griftpark is een park in de Nederlandse stad Utrecht, gelegen in de wijk Noordoost aan de straten Blauwkapelseweg en Kleine Singel. Door het park loopt het stroompje de Biltsche Grift waar het park zijn naam aan dankt.

## Ligging en achtergrond

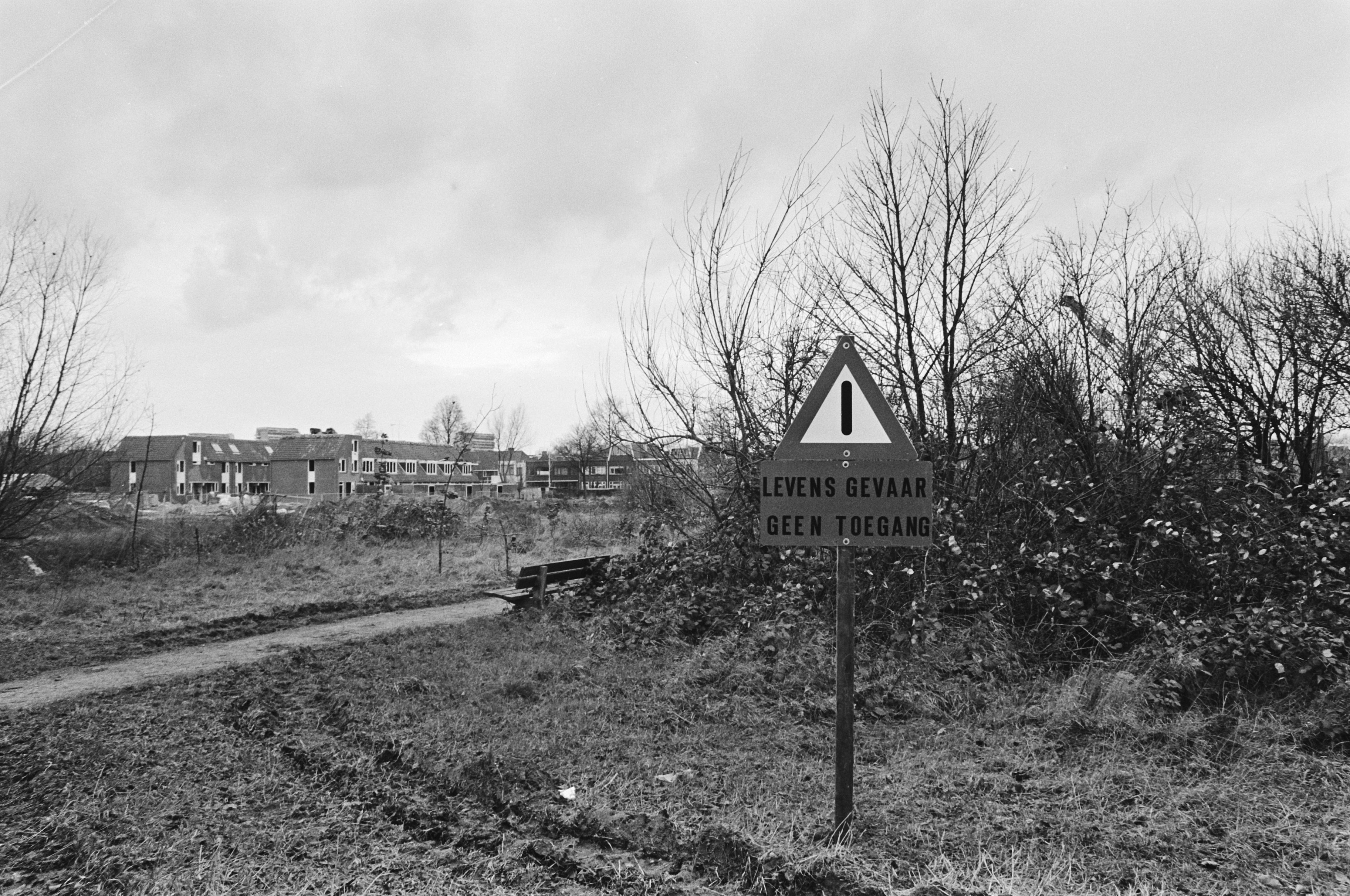
Waarschuwingsbord ten tijde van de verwijdering van vervuilde grond in 1983

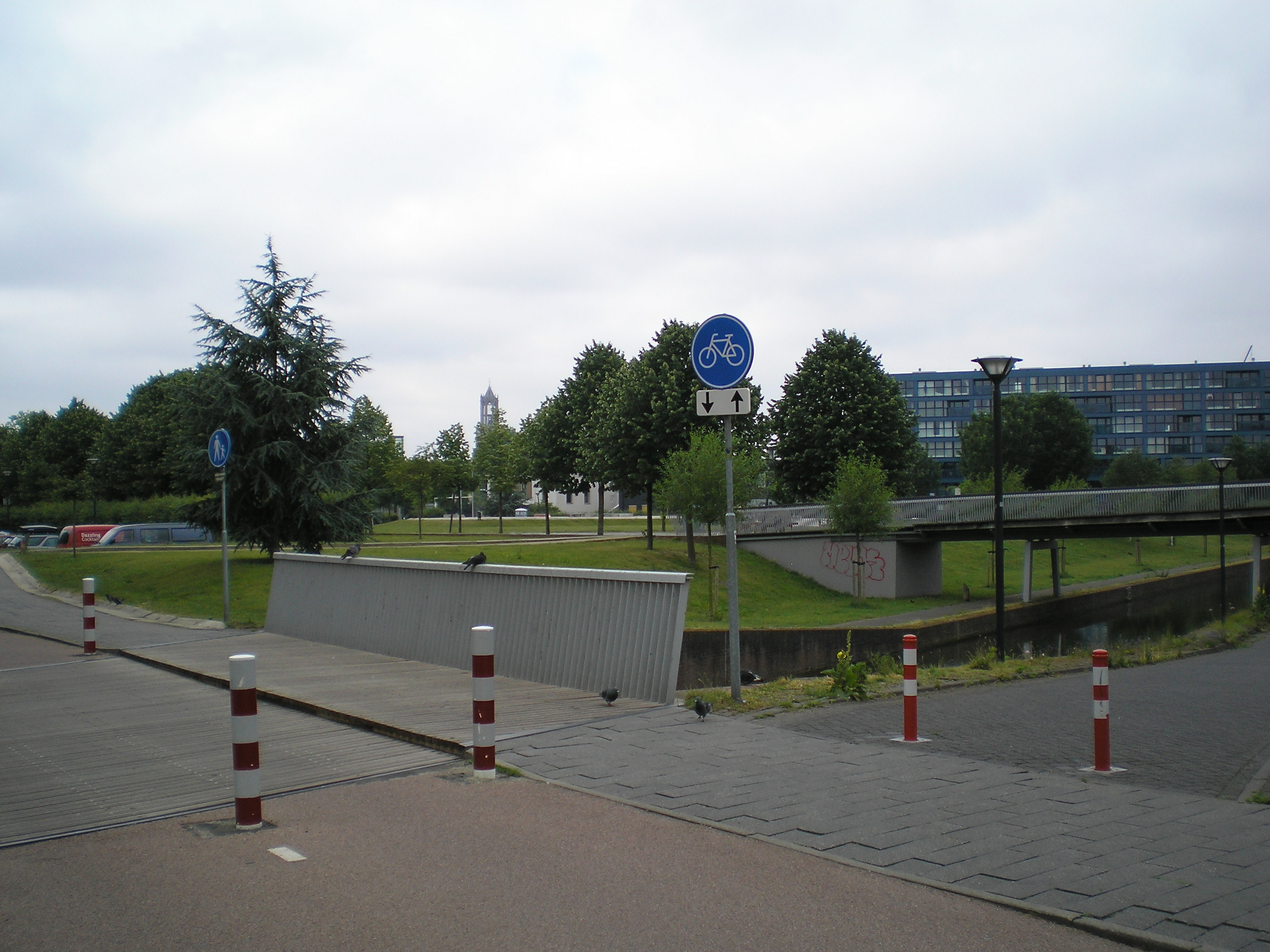
Biltsche Grift gezien vanaf de Kapelburg aan de Blauwkapelseweg met het Griftpark plus zicht op de Domtoren.

Het Griftpark is gelegen tussen de Vogelenbuurt, Tuinwijk en Wittevrouwen, op de plek waar sinds 1860 de Gemeentelijke Gasfabriek stond, en sinds 1876 de Vaalt was. In 1960 werd de gasfabriek gesloten en gesloopt. Door omwonenden werd gepleit voor de aanleg van een park. In 1976 stemde de gemeente in met het plan voor het Griftpark, genoemd naar de Biltsche Grift. In 1980 bleek echter dat het terrein sterk verontreinigd was. Het park kreeg daarom in Utrecht de bijnaam Gifpark. Op datzelfde moment speelde ook het gifschandaal Lekkerkerk wat zorgde voor landelijke wetgeving. Het park werd gedeeltelijk afgegraven. Uiteindelijk werd tussen 1993 en 2002 de bodem in het gebied gesaneerd, waarna het opnieuw werd ingericht als stadspark. De verontreinigde grond is als het ware ingepakt waardoor het gif geen schade meer kan aanrichten. Het grondwater wordt permanent weggepompt.
In januari 2008 werd bekend dat er in de vervuilde ondergrond een bacterie gevonden is die zich voedt met de vervuiling. Men schat dat het nog 30 tot 40 jaar gaat duren voordat op deze manier alle grond gereinigd zal zijn. Vanaf mei 2019 worden in het kader van het project Bestparc, boringen in het park uitgevoerd om te onderzoeken hoe het staat met de natuurlijke afbraak door deze bacterie. Hieruit bleek dat van de Griftparkbacteriegroep, de orde Burkholderiales voor het overgrote deel verantwoordelijk is voor de afbraak.

## Faciliteiten en kunst
In het park zijn enkele voorzieningen, zoals een skatebaan die grote populariteit geniet, en een voetbalkooi die veelal gebruikt wordt door studenten. Verder zijn er in het park onder meer een kinderboerderij met speeltuin en een restaurant.
Een prominent kunstwerk in het park is de beeldengroep van Thomas Schütte uit 1998. Verder werd in 2018 een van de tien totempalen van Boris Tellegen geplaatst ter markering van de De Stijl-snelfietsroute naar Amersfoort. In 2023 werd het beeld Vlucht en Verzet van patricia kaersenhout ter nagedachtenis aan het Utrechts slavernijverleden onthuld.
Amaliapark · Park De Balije · Park Bloeyendael · Park de Gagel · Griftpark · Hogelandsepark · Park Hoge Weide · Julianapark · Klokkenveld · Kromme Rijnpark · Majellapark · Máximapark · Moreelsepark · Park Nieuweroord · Niftarlakepark · Noorderpark · Nynkeplantsoen · Oorsprongpark · Park Oosterspoorbaan · Oranjepark · Park De Groene Kop · Park Leeuwesteyn · Park Oog in Al · Park Transwijk · Rosarium (Oudwijk) · Sterrenbos · Park Tivoli · Van Heukelompark · Vechtzoompark · Park Voorn · Park de Watertoren · Wilhelminapark · Willem Alexanderpark · Zocherpark